# Zafféry Károly
Zafféry Károly János (P. Angelicus; Hosszúmező, 1840. augusztus 15. – Nyergesújfalu, 1919. december 27.) bölcseleti doktor, katolikus lelkész, főgimnáziumi igazgató, az első magyar szalézi szerzetes. 

## Élete
A gimnáziumot Máramarosszigeten és Szatmárt végezte. 1864. április 1-jén szentelték pappá, ezután nevelő volt gróf Bissingennél Bécsben. 1866–tól a pesti tudományegyetemen tanult, 1867. júliusban latin–német szakos tanári oklevelet nyert, 1868-ban tanári vizsgálatot és a bölcseletből és teológiából doktori szigorlatot tett Budapesten. Az 1870-es években főgimnáziumi tanár Szatmárt és főgimnáziumi igazgató Fiuméban; 1880-tól Jézus-társasági tag; majd Innsbruckban két évig mint novícius filozófiát tanult. Ezután Kalocsán tanított fél évig, majd miután bátyja anyagi okokból beperelte, elbocsátották a rendtől.
1884-ben Olaszországba zarándokolt, majd a Maria Stern kolostorban a boszniai trappisták tagja lett. 1885. május 1-jén Pater Angelicus néven megalapította a Legszentebb Rózsafüzér Királynéja című havi lapot, amit a kolostorban szerkesztett. Ezt Budapesten nyomtatták és onnan terjesztették, a lapnak köszönhetően indult el Magyarországon az Élő Rózsafüzér mozgalom. 1897-től a lapot a domonkos rendre ruházta. 
1897. februárban belépett egy karthauzi kolostorba, 1898. júniusban bátyja megnyerte ellene a pert, így muszáj volt hazatérnie. 1899 tavaszán a Krakkó melletti kamalduliakhoz, majd a lazaristákhoz akart belépni, de sikertelenül. Majláth püspök Erdélyben történő letelepedését nem javasoltra, ezért újból Olaszországba ment. 1900. április 2-án Don Rua felvette a szalézi rendbe közé. Augusztus 2-án Cavagliában lett novícius, azonban a Jézus-társaságban töltött ideje miatt felmentették ez alól. Magyarországon és Németországban járt toborozni, 1901. szeptember 30-án fogadalmat tett, ezután Budapestről egy nagyobb csoporttal érkezett meg Cavagliába. 
1903-ban megalapította a Szalézi Értesítőt, 1905-ben a Don Bosco Naptárt. 1908-ban örök fogadalmat tett. 1913. novemberben Radnára a lengyel novícius-házba, 1914-ben pedig Szentkeresztre küldték. 1919-ben a növendékekkel együtt Nyergesújfaluba költözött, itt is hunyt el még abban az évben. 
Cikke a szatmári katolikus főgimnázium Értesítőjében (1877. Mit kívánhat az iskola a szülőktől?), írt a Religio, Magyar Állam, Veszprémi Közlöny, Közművelődés, Egyházi Közlöny, Zalai Közlöny c. hírlapokba, a Bölcseleti Folyóiratba és a Jó Pásztor c. hitszónoklati folyóiratba.

## Munkái
- Hol az ördög? Írta egy igaz hazafi. Bpest, 1877 (a szabadkőművesség ellen)
- Lourdes. Bpest, 1877
- Elemi számtan. I. rész. Szatmár, 1879
- Magyarország és a földközi tenger mellett elterülő országok rajzoltató földrajza. A középiskolák I. oszt. számára. Bpest, 1880
- A bölcsészet tankönyve. Írta Stöckl Albert. A 4-ik jav. kiadás után magyarította és legújabb kútforrások nyomán felvilágosttó jegyzetekkel bővítette. I. rész. Szatmár, 1880
- A széptan alapvonalai. I. melléklet a bölcsészet tankönyvéhez. Írta Stöckl Albert. A 2. kiadás után ford. Eger, 1882 (Répássy Jánosal. Bölcsészeti Füzetek XX., XXI.)
- A szónoklattan. II. melléklet a Bölcsészet tankönyvéhez. Írta Stöckl Albert A 2. kiadás után ford. Eger, 1882 (Répássy Jánossal. Bölcsészeti Füzetek XXII.)
- A vallás bölcselete. III. melléklet a Bölcsészet tankönyvéhez. Írta Stöckl Albert. A 2. kiadás után ford. Eger, 1882 (Répássy Jánossal. Bölcsészeti Füzetek XXIII., XXIV.)
- Aufnahmsbüchlein für diejenigen, die in den Lebendigen Rosenkranz treten wollen. Augsburg, 1885
- Miseszövetség. Szatmár, 1886
- Szüz Mária miseszövetsége és a szükséges oktatás a búcsúkról; Szabadsajtó, Szatmár, 1887 (A Szent Család Népkönyvtára)
- Rózsafűzérkönyv. Stoltz Albántól. Bpest, 1888
- XIII. Leo élete és működése. Bpest, 1888
- Szent Ferencz III. rendje. Bpest, 1888
- Rituale Szent Ferencz III. rendjében. Bpest, 1888
- Délutáni beszélgetés a gyónásról. Írta Angelus. Bpest, 1889 (Kis Könyvtár 1. sz.)
- Szent beszéd. A campovallói magyar zarándokoknak 1899. aug. 22. elmondta. Bpest, év n.

Szerkesztette és kiadta a Népiskolai Lapokat 1870. okt. 1-től 1871. június 30-ig; és ennek folytatását a Népiskolát 1871. júl. 6-tól 1875-ig Budapesten, Szatmárt és Egerben másokkal együtt; szerkesztette a Szatmárt a Legszentebb Rózsafüzér c. havi folyóiratot 1885-től Budapesten; a Szűz Mária Nagy Képes Naptárát 1889-től Nagy Kanizsán és a Szentek élete c. folyóiratot 1889-től.